# Vizier (bescherming)

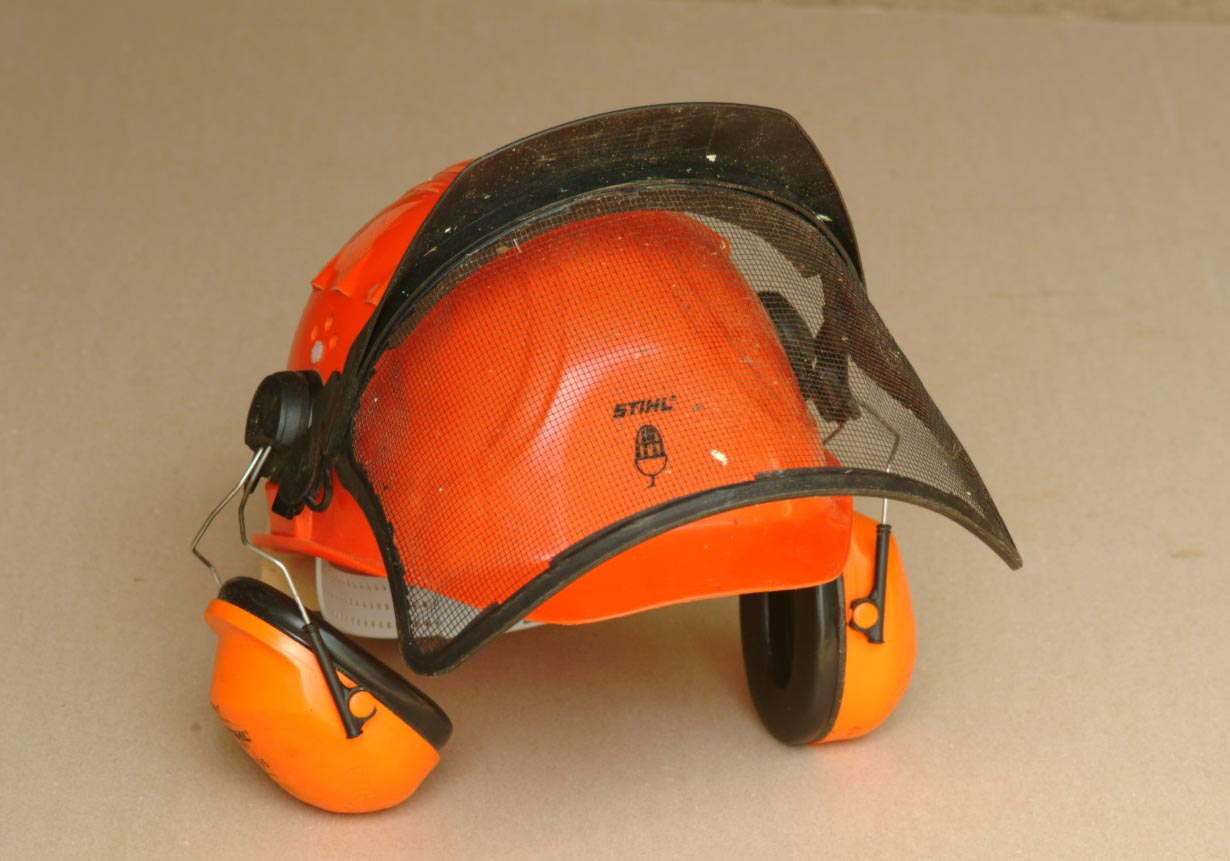
Kettingzaaghelm met vizier en oorbescherming

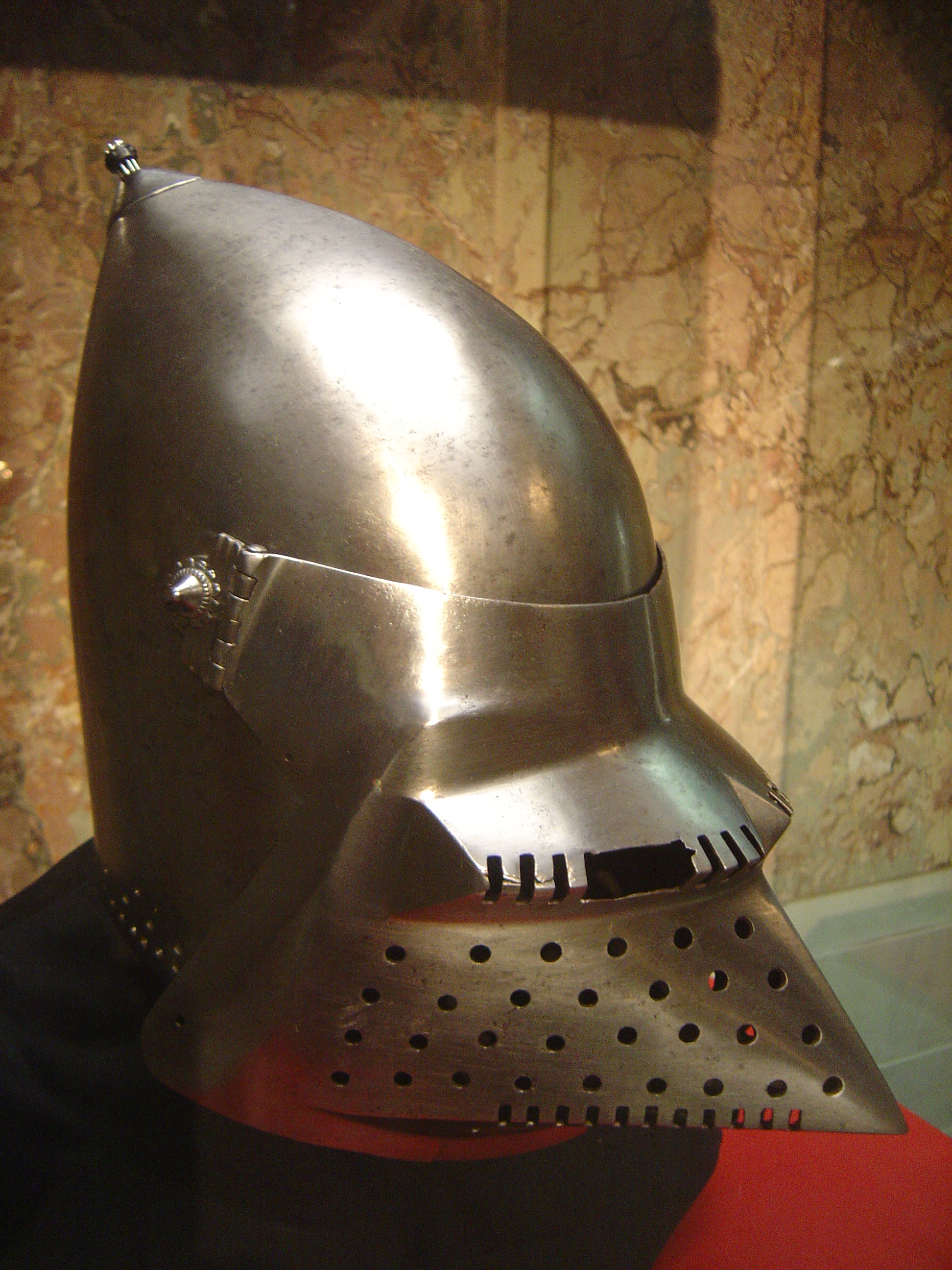
Antieke helm met vizier

Een vizier is een doorzichtig onderdeel van een helm, dat het gezicht van de gebruiker beschermt. 
Afhankelijk van het type beschermt het de gebruiker tegen opspattende materialen (grint, hout of chemicaliën) of inkomende projectielen (leger, sport). Het is een persoonlijk beschermingsmiddel. Het vizier op de helm heeft dezelfde functie als een veiligheidsbril, maar dan voor het hele gezicht.
Er zijn twee versies, een met een gaas en een met een doorzichtig plasticglas. 

## Gaas
Een helm met doorlaatbaar gaas is krasbestendig en beslaat niet. Het zicht wordt meer belemmerd dan bij een vizier van doorzichtig plasticglas. Het gaas kan volledig van plastic, van metaal, of van metaal met een plastic coating zijn. Plastic is lichter dan metaal, maar ook minder duurzaam. 
In de bosbouw is de helm met vizier onderdeel van de kettingzaagveiligheidsuitrusting. Het gaas beschermt tegen kickback en rondvliegende houtsnippers. Tevens biedt het bescherming tegen boomtakken die doorgezaagd worden onder spanning.

## Plasticglas
De helm met een vizier van plastic glas heeft als voordeel dat het het hele gezicht beschermt zonder dat het gezichtsveld beperkt wordt. De helm wordt voornamelijk gebruikt bij beroepen waar men met chemicaliën werkt die niet op de huid mogen komen of als onderdeel van een motorhelm.